# フクユタカ
フクユタカは、日本の大豆の品種。在来種ではなく、1980年（昭和55年）に育成された育成品種である。高タンパクのため豆腐や油揚げの原料として用いられ、納豆には向かない。広域適応性が高いとされ、主に東海・近畿・九州地方で栽培される。外観品質（裂皮・淡褐目）が劣る欠点があるとされる。

## 作付面積
大豆の作付面積では全国トップシェアである。

### 品種別作付面積
2006年の大豆の品種別作付面積
- 1位 - フクユタカ - 31,560ヘクタール、22.2% - 主に九州・東海・近畿
- 2位 - エンレイ - 16,619ヘクタール、11.7%、主に北陸
- 3位 - タチナガハ - 10,741ヘクタール、7.6%、主に関東
- 4位 - リュウホウ - 8,108ヘクタール、5.7%、主に東北
- 5位 - ユキホマレ - 6,284ヘクタール、4.4%、主に北海道

### 都道府県別作付面積
2016年のフクユタカの都道府県別作付面積
- 1位 - 福岡県 - 8,340ヘクタール
- 2位 - 佐賀県 - 7,260ヘクタール
- 3位 - 愛知県 - 4,510ヘクタール
- 4位 - 三重県 - 4,397ヘクタール
- 5位 - 岐阜県 - 2,847ヘクタール
- 6位 - 熊本県 - 2,580ヘクタール
- 7位 - 滋賀県 - 2,318ヘクタール
- 8位 - 大分県 - 1,575ヘクタール